# Metavelifer multiradiatus
Metavelifer multiradiatus es una especie que se encuentra en los océanos Índico y Pacífico. Crece hasta una longitud de 28 centímetros (11 pulgadas).
Pertenece a la familia Veliferidae, del orden Lampriformes.